# Kopparbergs köping
Denna artikel handlar om den tidigare kommunen Kopparbergs köping. För orten se Kopparberg.
Kopparbergs köping var en tidigare kommun i Örebro län.

## Administrativ historik
1908 bildades Kopparbergs köping genom utbrytning av Nya Kopparbergs municipalsamhälle ur Ljusnarsbergs landskommun. 1962 uppgick och sammanslogs köpingen med landskommunen och bildade Ljusnarsbergs köping. 1971 uppgick denna nya köping i den nybildade Ljusnarsbergs kommun.
Köpingens församling var Ljusnarsbergs församling, som var gemensam med landskommunen.

## Kommunvapen
Blasonering: I fält av silver en av vågskuror bildad blå stolpe, åtföljd på var sida av ett kopparmärke ovanför en låga, samtliga röda; det hela inom en röd bård.
Bilden går tillbaka till Nya Kopparbergs bergslags sigill från 1640. Det har förts både av Ljusnarsbergs landskommun och Kopparbergs köping (köpingsvapnet hade en bård). Det registrerades för den nuvarande kommunen 1981.

## Geografi
Kopparbergs köping omfattade den 1 januari 1952 en areal av 5,10 km², varav 4,96 km² land. Efter nymätningar och arealberäkningar färdiga den 1 januari 1960 omfattade köpingen den 1 januari 1961 en areal av 4,48 km², varav 4,32 km² land.

### Tätorter i köpingen 1960
I Kopparbergs köping fanns del av tätorten Kopparberga, som hade 2 710 invånare i köpingen den 1 november 1960. Tätortsgraden i köpingen var då 100,0 procent.

## Politik

### Mandatfördelning i valen 1938-1958
| 1 | 13 | 4 | 2 |

| 18 |

| 1 | 12 | 2 | 3 | 2 |

| 18 |

| 2 | 12 | 1 | 3 | 2 |

| 17 | 3 |

| 14 | 1 | 3 | 2 |

| 17 | 3 |

| 12 | 3 | 3 | 2 |

| 18 |

| 10 | 3 | 2 | 3 | 2 |

| 19 |